# Henk Beentje
Henk Jaap Beentje (Bakkum, 1951) is een Nederlandse botanicus. Hij behaalde in 1978 een doctoraal in de biologie aan de Universiteit van Amsterdam. Op 3 december 1982 is hij gepromoveerd aan de Landbouwhogeschool Wageningen op het proefschrift A monograph on Strophanthus DC. (Apocynaceae).
Vanaf 1975 was Beentje als botanicus actief in Afrika. Tussen 1984 en 1989 was hij als wetenschappelijk onderzoeker verbonden aan het East African Herbarium, een herbarium dat onderdeel uitmaakt van de National Museums of Kenya in Kenia.
Vanaf 1995 is Beentje als onderzoeker verbonden aan het herbarium van de Royal Botanic Gardens, Kew. Hij houdt zich hier onder meer bezig met onderzoek naar met name Afrikaanse soorten uit de composietenfamilie en de palmenfamilie. Op het gebied van de palmen heeft hij veel samengewerkt met John Dransfield. Hij fungeert ook als redacteur van diverse uitgaven in de publicatiereeks Flora of Tropical East Africa.
Beentje is lid van de Linnean Society of London als Fellow of the Linnean Society.

## Selectie van publicaties
- A Field Guide to the Acacias of Kenya, Malcolm Coe, Henk Beentje & Rosemary Wise, Oxford University Press (1992), ISBN 0198584113
- Kenya Trees, Shrubs, and Lianas, Henk Beentje, National Museums of Kenya (1994), ISBN 9966986103
- The Palms of Madagascar, John Dransfield, Henk Beentje, Margaret Tebbs & Rosemary Wise, Royal Botanic Gardens, Kew (1995), ISBN 0947643826
- Field Guide to the Palms of Madagascar, John Dransfield, Henk Beentje, Adam Britt, Tianjanahary Ranarivelo & Jeremie Razafitsalama, Kew Publishing (2006), ISBN 1842461575